# Sonate pour harpe de Milhaud
Pour les articles homonymes, voir Sonate pour harpe.
La Sonate pour harpe, op. 437, est une œuvre pour harpe seule de Darius Milhaud composée en 1971.

## Présentation
La Sonate pour harpe seule est composée à Genève entre le 6 octobre et le 6 novembre 1971.
L'œuvre, dédiée à la harpiste américaine Anne Adams,, est créée au Conservatoire de Rocquencourt le 19 mai 1973 par Francis Pierre.
D'une durée moyenne d'exécution de douze minutes trente environ, la sonate est constituée de trois mouvements, où « les rythmes syncopés, les mélodies enjouées, les traits virtuoses de la harpe et les atmosphères joyeuses, qui caractérisent les premiers mouvements, encadrent la délicatesse et l'humeur plus contemplative du deuxième mouvement », relève Chiara Bertoglio (it). Pour la musicienne et musicologue, l'œuvre est « brillante et pétillante ».
La partition est publiée par Eschig. Dans le catalogue des œuvres de Darius Milhaud, la Sonate pour harpe porte le numéro d'opus 437.

## Discographie
- Hidden Treasures : Harp Sonatas in Exile (1939 – 1972) – Germaine Tailleferre, Sonate pour harpe ; Sergiu Natra (en), Sonatine pour harpe ; Paul Hindemith, Sonate pour harpe ; Ernst Křenek, Sonate pour harpe, op. 150 ; Darius Milhaud, Sonate pour harpe – Anna Castellari (harpe), Da Vinci Classics C00710, 2023.